# She Wants Revenge
I She Wants Revenge sono un gruppo musicale alternative rock proveniente da Los Angeles, California.

## Influenze musicali
Il loro sound è un misto di indie, goth e dance. Sono stati paragonati ai Joy Division; tra le loro influenze compaiono anche altri gruppi come i Depeche Mode e i New Order, con qualche suono e toni simili ai The Sisters of Mercy.

## Formazione
- Justin Warfield - voce, chitarra, tastiera
- Adam Bravin (detto Adam 12) - basso, tastiera, sintetizzatore, drum machine, percussioni, voce

Altri musicisti
- Thomas Froggatt - chitarra, tastiera
- Scot Ellis - batteria

## Discografia

### Album in studio
- 2006 - She Wants Revenge
- 2007 - This Is Forever
- 2011 - Valleyheart

### EP
- 2005 - These Things
- 2006 - Tear You Apart
- 2007 - True Romance
- 2009 - Up and Down

### Singoli
- 2005 - Sister
- 2005 - Tear You Apart
- 2006 - These Things
- 2006 - Out of Control
- 2006 - I Don't Wanna Fall in Love
- 2007 - True Romance